# Весёлые картинки (альбом)
«Весёлые картинки» — одиннадцатый студийный альбом белорусской рок-группы «Ляпис Трубецкой», выпущенный в 2011 году.

## Создание и запись
Первоначально задумывалось, что по окончании «агит-поп-трилогии» «Ляпис Трубецкой» закончит своё существование, а Весёлые картинки станут сольным альбомом фронтмена группы Сергея Михалка, но политические события в Белоруссии 2010 года заставили группу отказаться от этих планов.
По словам Михалка, новая пластинка полностью отличается от трилогии «Агитпоп»: «На первый план выходят не идеи, а эмоции, поэтому, работая над этим альбомом, мы решили отказаться от всех догм и разрушить свои собственные стереотипы о звучании группы»; также он сказал, что в ней «много чувственности и сентиментальности». Объясняя название альбома, помимо аллюзий на детский журнал и его любимую рок-группу, музыкант заявил основную идею работы: «…Люди сейчас мыслят силуэтами и поверхностными образами. Картинка — это граница нашего интереса. …Лично мне интересна суть вещей, то есть, что внутри. Какие мотивации, какие чувства, какие эмоции происходят со всеми». В интервью сайту Звуки.Ру Михалок сказал, что работа связана идеей «метафизического космополитизма». В другом интервью он назвал альбом «взглядом маленького мальчика посреди вселенной» и «пластинкой человека растерянного».
На обложке пластинки лидер коллектива предстал в образе глянцевого «Витрувианского человека» Леонардо да Винчи, что также было составной частью идеи альбома, поскольку «современный человек, даже если нарисовать ему что-то экстрагениальное, если это будет нарисовано простым карандашом, он на это не будет реагировать. Надо чтобы как в журнале „Cosmopolitan“».

## Композиции
В «Зевсе» (первоначально носившем название «Люди жуют людей») разворачивается настоящая антиутопия[стиль]; с помощью гротеска картина «войны всех против всех» достигает вселенского размаха. Строчку «Ждать перемен бесполезно» некоторые обозреватели восприняли как противопоставление цоевскому лозунгу «Мы ждём перемен».
В «Я верю», содержащей идею мультиконфессиональности, Михалок пытается примирить все религии, отыскать в них объединяющее начало. «Я уверен, что каждый народ и каждый человек несёт в себе частицу какой-то сакральной истины, — прокомментировал Михалок. — А если мы будем по-прежнему находить изъяны в вере других людей, в их морально-этических принципах, в цвете кожи, в разрезе глаз, если мы будем строить взаимоотношения на основе насилия, то продолжим отдаляться от идеалов, в том числе — и религиозных, которым на словах служим». Видеоклип на эту песню был снят большей частью в Канаде режиссёром Алексеем Тереховым.
Белорусскоязычные композиции отражают политическую реальность Белоруссии. В «Нафта» воссоздан мрачный пейзаж рабочего посёлка, в котором пролетарии батрачат на представителей мелкого и среднего бизнеса; «Грай» — песня-посвящение всем белорусам — затрагивает тему социально-классового противостояния и призывает жить и идти вперёд, несмотря ни на что.
Основую идею песни «Священный огонь» Михалок выразил следующим образом: «Для меня священный огонь — это то, что заставляет тебя оставаться вечно молодым, это идеи, в которые ты не перестаёшь верить, независимо от того, как меняется окружающий тебя мир». Также в песне отдаётся дань уважения отечественным и западным рок-музыкантам, на чьём творчестве Михалок сформировался как автор.
В «Принцессе» через постмодернизм моделируется художественная реальность героев детских книг. «Маленький Шут», полный сочувствия к лирическому герою, содержит попытку самоопределения автора в контексте народно-смеховой культуры. «Космонавты» являет собой развёрнутую метафору выхода за пределы реальности и привычных представлений о жизни — в бессмертие. «Дикий Койот» — апофеоз жизнелюбия и оптимизма.
Кавер-версия «Африки» в стиле регги-кор является посвящением Сергею «Олди» Белоусову. По словам Михалка, Олди слышал её, одобрил и даже предложил сыграть совместный концерт. На альбоме «Ляписы» также отдали дань памяти Егору Летову, исполнив его песню «Зоопарк», которую Михалок на одном из выступлений назвал «музыкальной скрижалью».

## Релиз и продвижение
5 ноября 2010 года в сети интернет был выпущен благотворительный сингл «Священный огонь», посвящённый памяти Олди, лидера регги-группы «Комитет охраны тепла» и, кроме заглавной композиции, включавший кавер-версию её хита «Африка», на которую также был снят видеоклип. Полученные средства группа передала вдове и детям погибшего музыканта. В декабре 2010 года стал доступен для скачивания трек «Грай». 1 февраля 2011 года на сайте группы был обнародован трек «Я верю», а 16 февраля в сети был представлен клип на эту песню.
Уже с 10 февраля группа «Ляпис Трубецкой» начала турне в поддержку альбома, в рамках которого музыканты выступили в Белоруссии, России, Украине и Польше.
9 марта участники группы выложили альбом для свободного скачивания на ThankYou.ru по принципу «скачай и заплати, сколько считаешь нужным». 11 марта состоялся концерт в Москве, в клубе А2 (бывший Б1 Maximum). 14 марта 2011 года альбом был выпущен на физических носителях.
23 августа на сайте радио «Наше» был представлен видеоклип на песню «Принцесса», снятый в Киеве братьями Стеколенко. Над созданием костюмов и бутафории работала Леся Патока.

## Отзывы
После трёх альбомов антиглобалистского ска-панка господин Михалок пробует свои силы в пасторальных зарисовках и просветлённом пантеизме. <...> С энергетикой у белорусского коллектива всё осталось по-прежнему. Но такого количества трезвой лирики у них и вправду давно не было.
 — Борис Барабанов, «Коммерсантъ Weekend».
«Ляпис Трубецкой», конечно, выглядит безнадёжным и где-то витающим в облаках идеалистом, за что его очень удобно и легко критиковать. Да только никакая критика его уже не заткнёт и не остановит, настолько он уверен в собственных силах и осознаёт свою конечную правоту. <…> И если до поры до времени их всерьёз не воспринимали, то теперь не поверить им уже нельзя.
 — Александр Филимонов, Lenta.ru
Очевидное достоинство альбома - изобретательные аранжировки с привлечением дополнительных инструментов - как народных и электронных, так и входящих в состав симфонического оркестра. <...> Картинки только внешне выглядят весёлыми и привлекательными. В действительности же всё оказывается гораздо сложнее и запутаннее. Вопреки, быть может, авторскому замыслу, альбом "Весёлые Картинки" получился очень глубоким и серьёзным: в составивших его 12 песнях во всей полноте отразилась диалектика нашей разноцветной жизни.
 — Григорий Шостак, «Наш НеФормат».
| Слова и музыка всех песен — — Сергей Михалок, за исключением отмеченных.\| № \| Название \| Автор(ы) \| Длительность \| \| ------------------- \| ------------------------------------- \| ---------------------- \| ------------ \| \| 1. \| «Интро» \| \| 1:05 \| \| 2. \| «Зевс» \| \| 3:22 \| \| 3. \| «Африка» \| Сергей «Олди» Белоусов \| 3:56 \| \| 4. \| «Нафта» (в переводе с бел. — «Нефть») \| \| 2:57 \| \| 5. \| «Я верю» \| \| 3:06 \| \| 6. \| «Принцесса» \| \| 2:36 \| \| 7. \| «Шут» \| \| 3:23 \| \| 8. \| «Зоопарк» \| Егор Летов \| 2:38 \| \| 9. \| «Грай» (в переводе с бел. — «Играй») \| \| 4:10 \| \| 10. \| «Космонавты» \| \| 3:17 \| \| 11. \| «Священный огонь» \| \| 2:12 \| \| 12. \| «Дикий койот» \| \| 3:55 \| \| Общая длительность: \| Общая длительность: \| Общая длительность: \| 36:52 \| - Сергей Михалок — вокал - Павел Булатников — вокал, перкуссия - Руслан Владыко — гитара - Влад Сенкевич — труба - Иван Галушко — тромбон - Денис Стурченко — бас-гитара - Александр Сторожук — ударные - Александр Ляшкевич — звукорежиссёр - Андрей Бобровко — техник - Евгений Колмыков — продюсер - Виталий Телезин, Влад Ярун — саунд-продюсеры, сведение, мастеринг Приглашённые музыканты - Виталий Телезин — синтезаторы, органы, баян, клавесин, челеста - Максим Бережнюк — рожок, зозулька, сопилка - Константин Шелудько — мандолина, акустическая гитара - Сергей Мартынов — ситар - Гопал Нила — табла - Виктор Мищенко — гобой - Валерий Щерица — духовые - Влад Ярун, Евгений Кобзарук, Константин Шелудько — программинг |                                       |                        |              |
| № | Название                              | Автор(ы)               | Длительность |
| 1. | «Интро»                               |                        | 1:05         |
| 2. | «Зевс»                                |                        | 3:22         |
| 3. | «Африка»                              | Сергей «Олди» Белоусов | 3:56         |
| 4. | «Нафта» (в переводе с бел. — «Нефть») |                        | 2:57         |
| 5. | «Я верю»                              |                        | 3:06         |
| 6. | «Принцесса»                           |                        | 2:36         |
| 7. | «Шут»                                 |                        | 3:23         |
| 8. | «Зоопарк»                             | Егор Летов             | 2:38         |
| 9. | «Грай» (в переводе с бел. — «Играй»)  |                        | 4:10         |
| 10. | «Космонавты»                          |                        | 3:17         |
| 11. | «Священный огонь»                     |                        | 2:12         |
| 12. | «Дикий койот»                         |                        | 3:55         |
| Общая длительность: | Общая длительность:                   | Общая длительность:    | 36:52        |

## Хит-парады и награды
В апреле 2011 года альбом «Весёлые картинки» дебютировал на 11-м месте в «Российских музыкальных чартах». Диск провёл в чарте 12 недель и по итогам за первое полугодие занял 25-е место.
Песня «Я верю», а также видеоклип к ней и к треку «Африка» были номинированы на премию «Степной волк», а Сергей Михалок получил номинацию в категории «Слова». На церемонии вручения, состоявшейся 7 июля 2011 года в Санкт-Петербурге, песня «Я верю» была награждена премией «Степной волк» со словами «в солидарность борьбе с произволом и самодурством». За текст песни «Я верю» и видеосопровождение к ней группа получила премию «Чартова дюжина» 7 марта 2012 года.

### Чартова дюжина
| Песня                         | МП | КН |
| ----------------------------- | -- | -- |
| «Священный огонь» (2010—2011) | 7  | 6  |
| «Я верю» (2011)               | 1  | 13 |
| «Африка» (2011)               | 8  | 4  |
| «Принцесса» (2011)            | 2  | 9  |
| «Шут» (2012)                  | 1  | 15 |

МП — максимальная позиция, КН — количество недель.